# Orgilus apostolicus
Orgilus apostolicus är en stekelart som beskrevs av Turner 1922. Orgilus apostolicus ingår i släktet Orgilus och familjen bracksteklar. Inga underarter finns listade i Catalogue of Life.